# ريم البيات
ريم البيات (1982 في القطيف، السعودية -) مخرجة أفلام سعودية، حازت جائزة أفضل إخراج في مهرجان ميلان السينمائي عن فيلم أيقظني، والذي حاز أيضًا على جائزة مهرجان مدريد السينمائي عن فئة الأفلام القصيرة.

## أعمالها
- فيلم أيقظني[3]
- فيلم ظلال[4]
- فيلم دمية[5]